# Anabela Rodrigues
Anabela Maria Pinto de Miranda Rodrigues (ur. 5 grudnia 1953 w Coimbrze) – portugalska prawniczka i nauczyciel akademicki, profesor, w latach 2014–2015 minister administracji i spraw wewnętrznych w rządzie Pedra Passosa Coelho.

## Życiorys
W 1976 ukończyła studia prawnicze na Uniwersytecie w Coimbrze, następnie podjęła pracę naukową na tej uczelni, specjalizując się w zagadnieniach z zakresu prawa i postępowania karnego. Doktoryzowała się w 1995, stanowisko profesora objęła w 2006. Powoływana w skład komisji zajmujących się opracowywaniem projektów legislacyjnych w zakresie polityki karnej. Od 2004 do 2009 była dyrektorem Centro de Estudos Judiciários, państwowej instytucji kształcącej głównie kadry sędziowskie i prokuratorskie. W latach 2011–2013 pełniła funkcję dziekana wydziału prawa Uniwersytetu w Coimbrze.
W listopadzie 2014 powołana na stanowisko ministra administracji i spraw wewnętrznych w gabinecie Pedra Passosa Coelho. Urząd ten sprawowała do października 2015.
Odznaczona Orderu Infanta Henryka II klasy (1996) oraz Orderem Rio Branco V klasy (1987).